# Silene tachtensis
Silene tachtensis là loài thực vật có hoa thuộc họ Cẩm chướng. Loài này được Franch. miêu tả khoa học đầu tiên.